# Стасева
Ста́сева — село в Україні, у Коростенському районі Житомирської області. Входить до складу Малинської міської громади. Населення на 2001 рік становило 26 осіб.
З початку березня 2022 року село було окуповане російськими військами й звільнено у березні того ж року.

## Історія
Історичною датою утворення вважається 1537 рік.
Колишній орган місцевого самоврядування — Любовицька сільська рада.
|                                      |
| Стасева на російській мапі 1868 року |

## Населення

### Мова
Розподіл населення за рідною мовою за даними перепису 2001 року:
| Мова       | Кількість | Відсоток |
| ---------- | --------- | -------- |
| українська | 25        | 96.15%   |
| російська  | 1         | 3.85%    |
| Усього     | 26        | 100%     |

## Мапи
- Стасева на австро-угорській військовій *Generalkarte von Mitteleuropa* (велике розширення) 1:300000 (1875)(16.4 Мб)
- Стасева на *Спец. Карте Европейской Россіи* (велике розширення) 1:420000 (1903) (23,5 Мб)
- Стасева на австро-угорській військовій *Generalkarte von Mitteleuropa* 1:200000 (1910) (2.5 Мб) [Архівовано 10 жовтня 2011 у Wayback Machine.]
- Стасева на австро-угорській військовій *Operationskarte* 1:400000 (1912) (12.6 Мб)[недоступне посилання з травня 2019]
- Стасева на Germany Military Topographical Maps (велике розширення) 1:126000 (1915) (22,4 Мб)[недоступне посилання з травня 2019]
- Стасева на *Спец. Карте Европейской Россіи* (велике розширення) 1:420000 (1917) (11 Мб)
- Стасева на польській мапі *Wojskowy Instytut Geograficzny* (велике розширення) 1:300000 (1930) (14.7 Мб)
- Стасева на мапі *Управления военных топографов* (велике розширення)1:200000 (1932) (17,2 Мб)
- Стасева на *Deutsche weltkarte M-35-NO_SHITOMIR* (велике розширення) 1:500000 (1941) (16.2 Мб)
- Стасева на Germany Military Topographical Maps 1:50000 (1943)(1,08 Мб)
- Стасева на Germany Military Topographical Maps 1:50000 (1943) (1,09 Мб) [Архівовано 17 лютого 2014 у Wayback Machine.]
- Стасева на Germany Military Topographical Maps 1:100000 (1943)(1,25 Мб)
- Стасева на Germany Military Topographical Maps 1:100000 (1943)(1,36 Мб) [Архівовано 1 січня 2014 у Wayback Machine.]
- Стасева на *U.S. Army Map Service,1954* 1:250000 (7.1 Мб) [Архівовано 11 вересня 2013 у Wayback Machine.]
- Стасева на радянській військовій мапі Генштабу «M-35-12. Малин» 1:200000 (1980) (3.7 Мб)
- Стасева на радянській військовій мапі Генштабу «M-35-2. Житомир» 1:500000 (1984) (6.9 Мб)
- Стасева на радянській військовій мапі Генштабу «M-35-48. Иванков» 1989 року (1.6 Мб) [Архівовано 18 листопада 2017 у Wayback Machine.]
- Стасева на мапі 1:100000, приблизно 2006 року (1,69 Мб)
- Стасева на мапі 1:200000, приблизно 2006 року (9,98 Мб)
- Стасева на супутниковому знімку (1,68 Мб)
- Стасева на супутниковому чорно-білому знімку (2,66 Мб)
- Стасева на мапі Малинського району (1 Мб)
- Стасева на докладній карті автомобільних доріг Київської області (556 Кб) [Архівовано 25 листопада 2010 у Wayback Machine.]